# إرنست كوروما
إرنست باي كوروما (بالإنجليزية: Ernest Bai Koroma )‏ (ولد في 2 أكتوبر 1953) الرئيس الرابع لجمهورية سيراليون.

## روابط خارجية
- إرنست كوروما على موقع الموسوعة البريطانية (الإنجليزية)
- إرنست كوروما على موقع مونزينجر (الألمانية)
- إرنست كوروما على موقع إن إن دي بي (الإنجليزية)